# چهارسوق چوبی
چهار سوق چوبی مربوط به دوره قاجار است و در تهران، میدان وحدت اسلامی، خیابان فروزش واقع شده و این اثر در تاریخ ۲۴ اسفند ۱۳۸۳ با شمارهٔ ثبت ۱۱۴۶۵ به‌عنوان یکی از آثار ملی ایران به ثبت رسیده است.